# Oligomyrmex convexus
Oligomyrmex convexus är en myrart som beskrevs av Weber 1950. Oligomyrmex convexus ingår i släktet Oligomyrmex och familjen myror. Inga underarter finns listade i Catalogue of Life.